# Ікона Божої Матері «Люботинська»
Ікона Божої Матері «Люботинська» — українська ікона Божої Матері початку ХХ століття. З благословення митрополита Харківського і Богодухівського Онуфрія 3 вересня 2019 року відбулося прославлення новоявленого образу Божої Матері «Люботинська», у Вознесенському храмі в міста Люботин.
2 вересня, перед вечірнім богослужінням, був урочисто освячений новоявлений образ Пресвятої Богородиці. У сам день свята відбулася святкова Літургія, після якої був відслужений молебний спів з хресною ходою.

## Історія
Історія цієї ікони починається ще в 20-ті роки ХХ століття в Ведмежому хуторі, який знаходиться неподалік від Люботина. Житель Ведмежа хутора, Павло Задерний, виявив образ Божої Матері, розкопуючи бугор з якого пробивалося джерело. Лопата вдарилась об ікону, після чого вода забарвилася в рожевий колір, і у воді відобразився лик Пресвятої Богородиці. На щоці Божої Матері було видно пошкодження. Павло Задерний спробував дістати з води ікону, але вона раптово зникла.
Через деякий час джерело облаштували і люди брали з нього воду. Згодом ікона знову з'являлася на цьому місці жителям Ведмежого хутора. Деякі намагалися дістати її крюком, інші вилами, але кожен раз вона зникала.
У родині Павла Задерного історія про чудо ікони Божої Матері на джерелі в Ведмежому хуторі передавалася декількома поколіннями. Жителі хутора приходили до джерела з молитвами до Пресвятої Богородиці про зцілення душевних і тілесних недуг. Внучка Павла Задерного, Агрипина Черепова, на початку 2000-них років повідала цю історію отцю Іоанну, на той момент настоятелю Свято-Вознесенського храму в Люботині.

## Іконографія
Богородиця зображена без Немовля Христа, руки Пречистої складені на грудях, на ній Білий хітон і сірий мафорій. На голові та плеча Богородиці червоні зірочки, також на лівій щоці зображається подряпина із каплею крові.

## Люботинська ікона в монастирях і храмах України

### Список Люботинської ікони в Свято— Покровському монастирі міста Харків
31 серпня перед вечірнім богослужінням в Покровському монастирі, настоятелем Вознесенського Храму міста Люботин ієреєм Іоанном Сушняком був переданий список ікони Божої Матері «Люботинська».

#### Список Люботинської ікони в Свято-Успенській Святогірській Лаврі
3 липня 2020 року, після святкового богослужіння на скиту в с. Адамівка був принесений в дар список образу Пресвятої Богородиці Люботинська.